# 金浦町 (岡山県)
金浦町（かなうらちょう）は、岡山県小田郡にあった町。現在の笠岡市の一部にあたる。

## 地理
吉田川の流域に位置していた。
- 海洋：水島灘[2]

## 歴史
- 1889年（明治22年）6月1日、町村制の施行により、小田郡西浜村、吉浜村、木之目村、大河村、生江浜村が合併して村制施行し、金浦村が発足[1][2]。旧村名を継承した西浜、吉浜、木之目、大河、生江浜の5大字を編成[2]。
- 1901年（明治34年）2月6日、町制施行し金浦町となる[1][2]。
- 1952年（昭和27年）4月1日、小田郡笠岡町と合併して、市制施行し笠岡市を新設して廃止された[1][2]。合併後、笠岡市大字西浜・吉浜・木之目・大河・生江浜となる[2]。同年7月、大字西浜は金浦に改称した[3]。

## 産業
- 漁業[3]、農業[4]